# Suvi Bunar

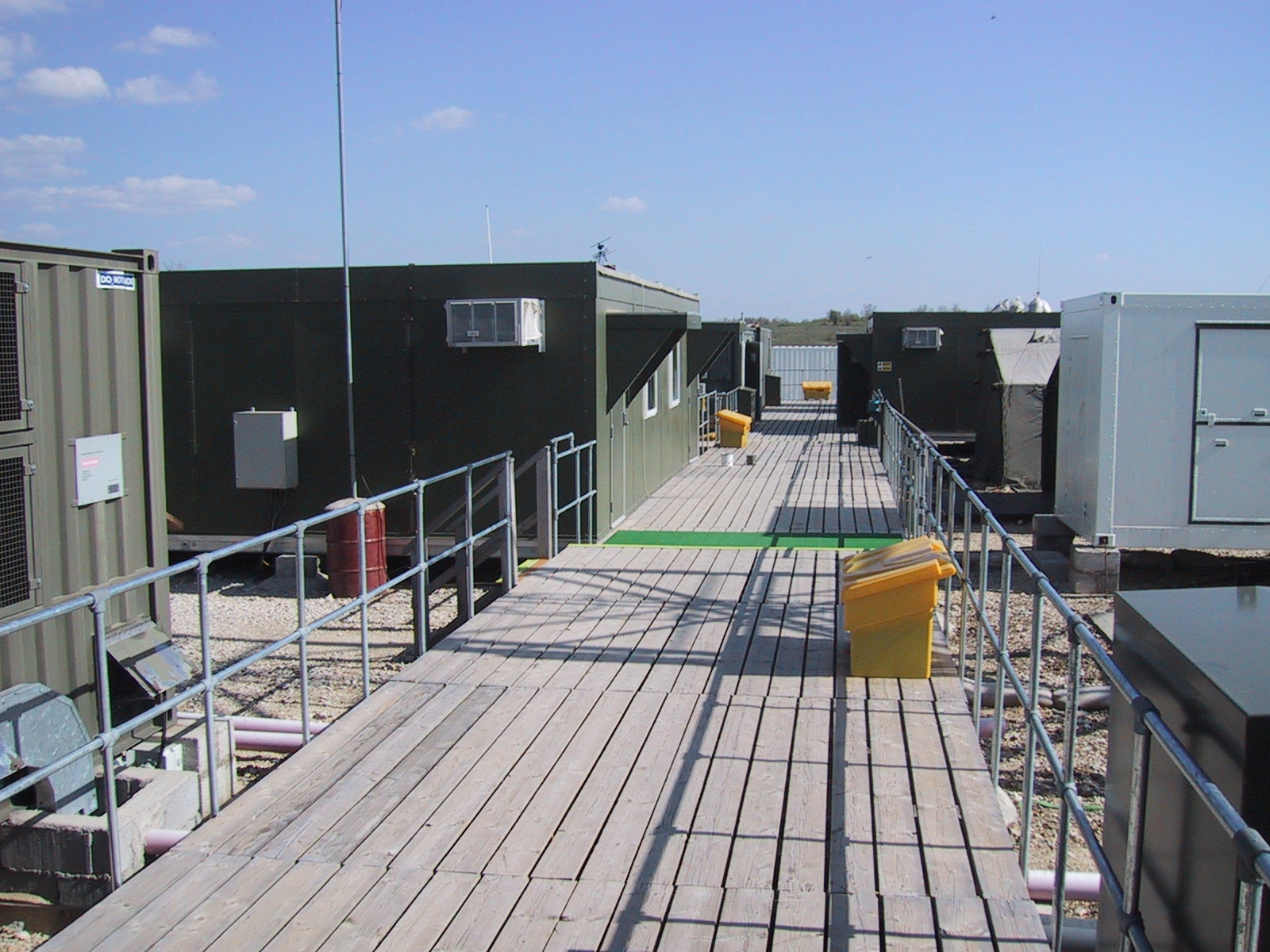
From the street of Suvi Bunar

Suvi Bunar var en postering för KFOR-styrkan i Kosovo mellan år mars 2001 och fram till juni 2001, för växelvis plutoner ur trosskompaniet Papa Lima. Posteringen benämndes från början Suvi Bunar.